# Син шейха (фільм, 1926)
Син шейха (англ. The Son of the Sheik) — американська пригодницька драма режисера Джорджа Фіцморіса 1926 року.

## Сюжет
Між Суецом і півднем Алжиру подорожує бродяча трупа акторів за професією, але злодіїв за покликанням, очолювана якимось Андре. Його дочка Жасмін — танцівниця. Під час вуличної вистави син шейха Ахмед побачив Жасмін і закохався. Дівчина призначила йому побачення вночі серед руїн в пустелі.
Коли Ахмед, на крилах любові проскакавши двадцять миль, примчав на побачення до Жасмін, батько дівчини разом з подільниками оглушив і зв'язав його, бажаючи отримати викуп. Вірні друзі врятували юнака з полону. Одужавши від ран, Ахмед, бувши впевненим, що дівчина в змові з батьком, вирішує викрасти Жасмін.
Пізніше йому стає відомо, що зраду вчинила не Жасмін, а Габа, якому була обіцяна його кохана. Зрештою Ахмед здобуває перемогу в сутичці з бандитами, а Жасмін прощає його за грубе поводження і возз'єднується з ним.

## У ролях
- Рудольф Валентіно — Ахмед / шейх
- Вільма Банкі — Жасмін
- Джордж Фосетт — Андре
- Монтегю Лав — Габа
- Карл Дейн — Рамадан
- Булл Монтана — шарлатан
- Агнес Ейрс — Діана, дружина шейха

## Цікаві факти
- Прем'єра фільму відбулася 5 вересня 1926 року, через два тижні після смерті Рудольфа Валентіно від перитоніту.
- Валентіно особисто вибрав собі в партнерки свою коханку, актрису Вільму Банкі.
- У 2003 році фільм був включений в Національний реєстр Бібліотеки конгресу.